# Chiến dịch Ranch Hand

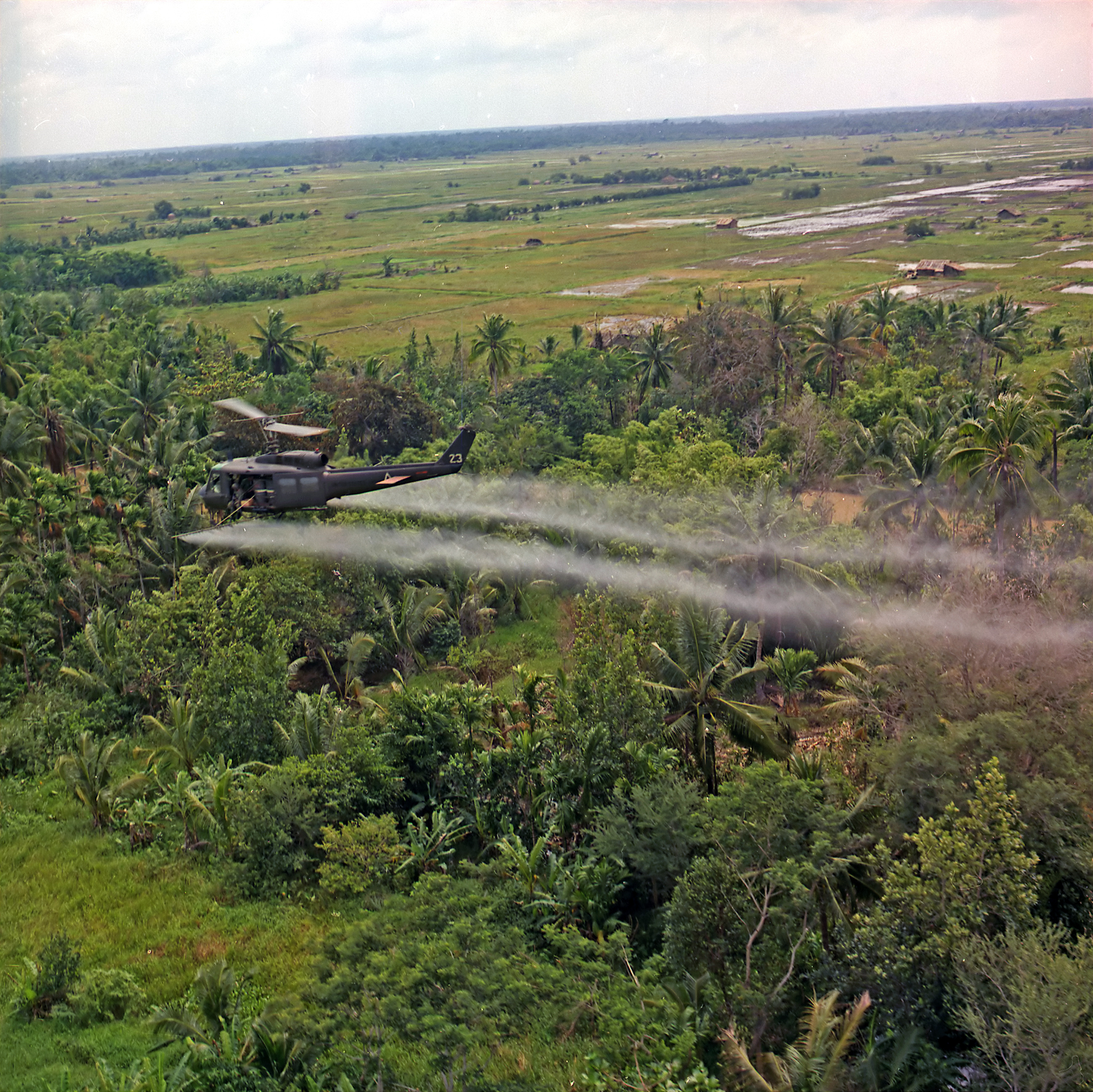
Một trực thăng UH-1D của Đại đội Không quân 336 (Không lực Hoa Kỳ) rải chất hóa học lên một vùng rừng rậm tại miền Nam Việt Nam

Chiến dịch Ranch Hand là một chiến dịch của Hoa Kỳ trong Chiến tranh Việt Nam, thực hiện việc rải chất độc hóa học xuống các khu rừng nhằm triệt hạ khả năng ngụy trang và ẩn náu của lực lượng Quân Giải phóng miền Nam và Quân đội Nhân dân Việt Nam. Hoạt động này có thể gây tác dụng hủy hoại lâu dài đối với sự sống trên mặt đất, trong lòng đất, nước sông suối, ao hồ... Vì đây là việc làm vô nhân đạo và có thể bị coi là phạm pháp trên đất Mỹ, và cũng khó có nước đồng minh nào của Mỹ chấp nhận, nên căn cứ của nó được bí mật xây dựng bên cạnh Đơn vị Không quân 62 của Việt Nam Cộng hòa tại Căn cứ không quân Nha Trang, và mang danh hiệu trá hình là Không đoàn 14. Kế hoạch này được thi hành lần đầu từ khoảng năm 1962.

## Thực hiện kế hoạch
Từ những năm 1950, chính quyền Mỹ ngày càng can thiệp sâu vào cuộc chiến ở Đông Dương. Đến năm 1960, trước những thất bại liên tiếp ở miền Nam Việt Nam và trước sự lớn mạnh của phong trào cách mạng ở khu vực này, trong khuôn khổ Kế hoạch Staley-Taylor với mục đích bình định miền Nam Việt Nam trong vòng 18 tháng, chính phủ Mỹ được sự đồng ý của Ngô Đình Diệm đã ráo riết chuẩn bị cho việc sử dụng chất diệt cỏ và làm rụng lá cây trong Chiến tranh Việt Nam.
Chuyến bay đầu tiên phun chất khai quang dọc theo Đường 14 nằm ở phía Bắc thị xã Kon Tum do máy bay trực thăng H-34 thực hiện ngày 10 tháng 8 năm 1961. Tuy nhiên, đến ngày 30 tháng 11 năm 1961, Tổng thống John F. Kennedy mới chính thức chuẩn y kế hoạch khai quang ở chiến trường Nam Việt Nam, và phải 4 năm sau, ngày 20 tháng 9 năm 1965, Nhà Trắng mới chính thức thừa nhận việc sử dụng chất khai quang ở Việt Nam. Về phía Việt Nam Cộng hòa, khi trả lời phỏng vấn của Đài Tiếng nói Hoa Kỳ ngày 7 tháng 3 năm 1962, Ngô Đình Diệm đã tuyên bố rằng việc rải chất khai quang là phương tiện rất hiệu nghiệm để chống lại chiến tranh du kích của đối phương.
Thời gian đầu, để né tránh trách nhiệm của chính phủ Mỹ trong việc sử dụng chất diệt cỏ trong Chiến tranh Việt Nam, các máy bay của Không lực Hoa Kỳ tiến hành các phi vụ rải chất độc hóa học nhưng thân máy bay lại được sơn cờ của Việt Nam Cộng hòa, và phi công nhận được lệnh phải mặc thường phục khi bay. Chính phủ Mỹ muốn Việt Nam Cộng hòa phải nhận trách nhiệm trước những lo ngại y tế về việc sử dụng chất diệt cỏ, và đã yêu cầu Tổng thống Ngô Đình Diệm ra tuyên bố rằng các chất này không gây hại gì cho sức khỏe con người.
Cũng trong thời gian đầu (từ năm 1961 đến năm 1964), việc rải chất độc hóa học được tiến hành ở quy mô nhỏ, hạn chế ở dọc các tuyến đường giao thông và quanh các căn cứ quân sự của Mỹ và Nam Việt Nam. Đến những năm 1965 - 1969, cuộc chiến tranh do Mỹ tiến hành ở Việt Nam đã tăng vọt về quy mô và cường độ. Mục tiêu rải mở rộng ra các vùng nghi ngờ có Quân Giải phóng và các khu vực đồng ruộng ở những vùng tranh chấp.
Các cuộc phun hóa chất thường được tiến hành vào sáng sớm, khi không khí yên tĩnh hơn nên hóa chất được rải xuống đúng địa điểm cần rải mà ít chịu ảnh hưởng của gió. Đến trưa, khi nhiệt độ lên cao nhất trong ngày, hóa chất sẽ phát tác tối đa. Thông thường những chiếc máy bay rải chất độc hóa học thường bay thành phi đội gồm 2-3 chiếc. Để tránh hỏa lực từ mặt đất, khi còn xa mục tiêu, chúng thường bay rất cao. Khi tới gần mục tiêu, máy bay đột ngột hạ xuống thấp sát ngọn cây và trong vòng vài phút xả xuống mặt đất toàn bộ số lượng hóa chất qua các vòi phun được thiết kế hai bên cánh máy bay. Thông thường chất khai quang được rải xuống từ những chiêc máy bay vận tải cỡ lớn C-123 hay loại máy bay nhỏ dùng trong nông nghiệp, từ các loại xe cơ giới và cả bình xịt tay do binh lính thực hiện.
Theo tạp chí Science số ra ngày 18 tháng 8 năm 1967, Bộ Quốc phòng Mỹ tuyên bố về hóa chất diệt cỏ sử dụng ở Việt Nam đang được tăng cường. Lầu Năm Góc tuyên bố một ký kết cung cấp hóa chất diệt cỏ với 8 công ty Mỹ với tổng số tiền 57,7 triệu USD. Theo thống kê, kinh phí cho chiến dịch tăng lên từ 12,5 triệu USD trong năm 1966 lên 15,2 triệu USD trong năm 1967, và dự chi cho năm 1968 lên tới 43,4 triệu USD. Những công ty cung cấp hóa chất diệt cỏ là Dow Chemical, Diamond Alkali, Uniroyal Chemical, Thompson Chemical, Hercules, Monsato, Ansul và Thompson Hayward.

## Các loại chất diệt cỏ được sử dụng
Các loại chất diệt cỏ được đựng trong các thùng chứa, mỗi thùng chứa có dung tích 208 lít, được đánh dấu bằng một băng màu tương ứng với mỗi loại chất diệt cỏ (da cam, xanh lá cây, tía,...). Trái với nhiều người lầm tưởng, các hóa chất này không có màu. Tám loại chất diệt cỏ khác nhau từng được Quân đội Mỹ sử dụng hoặc thử nghiệm với khối lượng nhỏ, trong giai đoạn 1962 - 1964. Trong số các hóa chất này, chất Da cam và Siêu Da cam là loại được sử dụng nhiều nhất, chiếm 61% tổng khối lượng được sử dụng. Đa số các chất này có chứa hàm lượng dioxin rất cao.
| Tên                                         | Hàm lượng dioxin (đơn vị: ppm) |
| ------------------------------------------- | ------------------------------ |
| Chất Hồng                                   | 65,6                           |
| Chất Xanh lá cây                            | 65,6                           |
| Chất Tía                                    | 32,8 - 45                      |
| Chất Da cam và chất Da cam II (Siêu Da cam) | 1,77 - 40                      |
| Chất Trắng                                  | 0                              |
| Chất Xanh da trời                           | 0                              |

## Hậu quả
Trong suốt thời gian cuộc chiến, các báo cáo về tình trạng dị dạng bẩm sinh xuất hiện trên báo chí Sài Gòn đều bị gạt bỏ vì cho rằng điều này giúp tuyên truyền cho cộng sản. Những lời oán thán về các chứng bệnh nguy hại từ các nông dân ở miền Nam Việt Nam đều bị làm ngơ. Binh lính than phiền với bác sĩ về việc bị bỏng da, nhức đầu, nôn mửa và nhiều triệu chứng phơi nhiễm chất độc, nhưng họ đều được bảo rằng điều đó không liên quan gì tới việc phun xịt chất diệt cỏ.
Trên thực tế, các loại chất độc hóa học được sử dụng trong Chiến dịch Ranch Hand, đặc biệt là chất Da cam đã để lại những hậu quả nặng nề đối với môi trường và sức khỏe con người. Khoảng gần 80 triệu lít chất khai quang - diệt cỏ đã được rải xuống Việt Nam trong giai đoạn 1961 - 1971, trong đó riêng chất Da cam là gần 44 triệu lít. Theo lời Thượng nghị sĩ Mỹ Gaylord Nelson, bình quân mỗi người ở Việt Nam, kể cả phụ nữ, trẻ em, phải hứng chịu 6 pounds (gần 3 kg) chất độc hóa học do Mỹ rải xuống. Trong cuốn Chemical and Biological Warfare, phóng viên Mỹ Seymour M. Hersh đã trích dẫn một nghiên cứu vào năm 1967 của Toichi Fukushima, Trưởng Tiểu ban Nông nghiệp, Ủy ban Khoa học Nhật Bản, theo đó các cuộc tấn công phá hại mùa màng của Hoa Kỳ đã hủy diệt 3,8 triệu mẫu Anh đất trồng trọt ở Việt Nam, gây ra cái chết của 1.000 nông dân và 13.000 gia súc. Hiện nay, ước tính ở Việt Nam có khoảng 4,8 triệu người bị nhiễm chất độc da cam, khoảng 500.000 trẻ em bị dị tật bẩm sinh và 2.000.000 người khác mắc bệnh ung thư và các chứng bệnh khác có liên quan đến các loại chất khai quang được sử dụng trong cuộc chiến. Còn tại Hoa Kỳ, các cơ quan y tế có thẩm quyền ước tính có khoảng 250.000 cựu binh Mỹ chết sớm do hậu quả của chất Da cam và các biến chứng từ nó.
Tiến sĩ James Clary, một nhà khoa học từng phục vụ trong Không lực Hoa Kỳ, người đã thiết kế các thùng chứa thuốc khai quang đặt trên trực thăng, và cũng là người viết báo cáo tổng kết về Chiến dịch Ranch Hand, đã thừa nhận:
| “ | Khi chúng tôi (các nhà khoa học quân sự) tiến hành chương trình về thuốc diệt cỏ trong những năm 1960, chúng tôi đã được cảnh báo về khả năng hủy hoại của thuốc diệt cỏ đã nhiễm dioxin. Thậm chí chúng tôi còn được cảnh báo rằng thuốc diệt cỏ theo công thức "quân đội" có nồng độ dioxin cao hơn các loại thuốc diệt cỏ "dân sự" vì giá thành thấp và thời gian sản xuất ngắn. Tuy nhiên, vì sản phẩm được sử dụng trên "đối phương" nên không ai trong chúng tôi tỏ ra quan tâm thái quá. Chúng tôi không bao giờ hình dung ra cảnh binh lính của mình cũng sẽ bị nhiễm độc. Và, nếu xảy ra tình huống này, chúng tôi mong chính phủ của chúng ta sẽ trợ giúp các cựu chiến binh bị phơi nhiễm. | ” |